# 佐野豊綱
佐野 豊綱（さの とよつな、永正元年（1504年） - 永禄2年（1559年））は、戦国時代の武将。佐野氏の第14代当主。佐野泰綱の嫡男。弟に昌綱、房綱（天徳寺宝衍）。
古河公方・足利晴氏と足利義氏の父子に仕えた。下野国においては有力な人物で、公方の命を受けて扇谷上杉氏、山内上杉氏と戦った。河越夜戦にも参加するが北条氏康に敗れる。
後に上杉謙信の命で宇都宮氏の配下である多功長朝を攻撃したが敗れ討ち死にした「佐野小太郎」がこの豊綱とされる。